# 瀋陽市
瀋陽市（しんよう-し/シェンヤン-し、中国語：沈阳市、英語：Shenyang、満洲語：simiyan hoton、šen yang hecen、mukden hoton）は、中華人民共和国遼寧省の省都。前名は奉天市。欧米諸語では、ムクデン (盛京、mukden) の名もよく用いられる。市名は、「瀋水ノ陽」の意味で、市内の南部を流れる渾河の古名・瀋水の北に位置することから由来する。
瀋陽市の常在人口は825万人（その中、都市部人口625万人）、従来より東北地方の最大規模の都市であり、東北地方の経済・文化・交通および商業の中心地である。
北京から東北3省、朝鮮半島へ繋ぐ枢要地を占めるため、高速道路、高速鉄道・鉄道在来線が放射線状で密集しており、東北地方の最大級の鉄道と空路の運輸能力を持つ。
瀋陽を中心に、周辺の鞍山、撫順、営口、鉄領などの衛星都市と瀋陽経済区を形成している。「一朝発祥の地、二代帝王の城」のように言われ、清の時代を中心とした遺跡が多数残っている。国家歴史文化名城に指定される観光都市である。

## 歴史

### 古代
瀋陽の歴史は大変古く、7200年前には定住集落（新楽遺跡）があったことが知られている。その後はしばらく地域の重要地方都市的な位置にあった。
遼代は瀋州が置かれ、元代には瀋陽路、明代には瀋陽中衛が設置された。

### 清朝
17世紀初、サルフの戦いに勝利した満洲族のヌルハチは後金を建国、瀋陽を都城と定め、1634年（天聡8年）には盛京（せいけい又はせいきょう、満洲語：mukden hoton、ムクデン・ホトン）と改称された。その後清と国号を改めた後金は1644年（順治元年）に明朝の滅亡後の全部の中国を支配し、北京に遷都するが、盛京はその後も副都とされた。1657年には奉天府 (abkai aliyangga fu) が設置され、形式的ながら中央政府に準拠した官制が整備され、現在でもホンタイジ時代に主要部分が建設された瀋陽故宮が残っている。1664年（康熙3年）には承徳県 (erdemu be aliha hiya) が新設され、奉天府の府治とされた。
1740年から漢民族の移動が認められなかった満洲が、19世紀後半以降、ロシア帝国の南下政策に対抗すべく、禁地政策が解禁され開発が急速に推進されると、瀋陽は地域の中心としての役割を担うようになった。1903年には東清鉄道南満洲支線が完成してロシア帝国の勢力下に入り、日露戦争中の1905年、奉天会戦の舞台となる。
1911年（宣統3年）には承徳県が廃止され、県域は奉天府の直轄とされ、1912年（民国元年）、辛亥革命により清朝が滅亡すると、1913年（民国2年）2月に奉天県と改称され、4月に承徳県と改称されたが、河北省に同名の承徳県が存在したことから5月には瀋陽県と改称された。

### 中華民国
その後は中華民国臨時政府を巡る混乱の中、1923年（民国12年）には奉天市が設置され奉天省の省会とされた。1929年（民国18年）にはそれぞれ瀋陽市、遼寧省と改称されている。その後は張作霖や張学良を代表とする奉天軍閥の拠点となった。しかし鉄道駅を中心とする市街地の大半は南満洲鉄道の付属地とされ、日本が行政権や警察権を掌握していた。

#### 満洲国時期
1931年満洲事変により関東軍に占領され日本の植民地となり、関東軍の土肥原賢二を首班とする奉天市政府が成立した。同年10月15日、趙欣伯が奉天市市長に就任している。1937年（康徳3年）3月26日、市政が公布され統治範囲が確定している。瀋陽県も当初奉天市に位置していたが、1944年（康徳11年）1月1日に分割され奉天市と撫順市に編入された奉天市と再度改称、1945年（民国34年）日本敗戦後、満洲国も日本の支持がなくなって崩壊した。それと共に奉天市政府も自然消滅した。

#### 国共内戦時期
東北光復の後、中華民国政府は1947年に再びに瀋陽と改称し、直轄市とも指定したが、国共内戦の結果1948年11月2日には中国共産党の勢力圏に入った。

### 中華人民共和国
中華人民共和国が成立した1949年には中央直轄市に昇格、1954年に地級市に改編され遼寧省の省会として、1994年地級市から副省市に昇格して、現在に至る。中華人民共和国初期、以上の歴史原因より、未確認のままの残留邦人が多数住んでいた。2004年に、瀋陽故宮ならびに東陵（清太祖ヌルハチの墓廟）、北陵（清太宗ホンタイジの墓廟）などが「北京と瀋陽の明・清王朝皇宮」というかたちでユネスコ世界遺産に追加登録された。

## 気候
1月の平均気温は-10.9℃、7月の平均気温は24.7℃、年平均気温は8.5℃、年降水量は690.3mmである。
| 瀋陽の気候             | 瀋陽の気候  | 瀋陽の気候  | 瀋陽の気候   | 瀋陽の気候   | 瀋陽の気候   | 瀋陽の気候   | 瀋陽の気候    | 瀋陽の気候   | 瀋陽の気候   | 瀋陽の気候   | 瀋陽の気候   | 瀋陽の気候   | 瀋陽の気候     |
| 月                     | 1月         | 2月         | 3月          | 4月          | 5月          | 6月          | 7月           | 8月          | 9月          | 10月         | 11月         | 12月         | 年             |
| ---------------------- | ----------- | ----------- | ------------ | ------------ | ------------ | ------------ | ------------- | ------------ | ------------ | ------------ | ------------ | ------------ | -------------- |
| 平均最高気温 °C （°F） | −4.8 (23.4) | −0.9 (30.4) | 6.8 (44.2)   | 16.5 (61.7)  | 23.0 (73.4)  | 27.2 (81)    | 29.1 (84.4)   | 28.4 (83.1)  | 23.6 (74.5)  | 15.7 (60.3)  | 5.7 (42.3)   | −1.9 (28.6)  | 14.0 (57.2)    |
| 平均最低気温 °C （°F） | −16.1 (3)   | −12.2 (10)  | −3.8 (25.2)  | 4.2 (39.6)   | 11.2 (52.2)  | 17.0 (62.6)  | 20.6 (69.1)   | 19.3 (66.7)  | 12.1 (53.8)  | 4.2 (39.6)   | −4.2 (24.4)  | −12.1 (10.2) | 3.5 (38.3)     |
| 降水量 mm （inch）     | 6.0 (0.236) | 7.0 (0.276) | 17.9 (0.705) | 39.4 (1.551) | 53.8 (2.118) | 92.0 (3.622) | 165.5 (6.516) | 161.8 (6.37) | 74.7 (2.941) | 43.3 (1.705) | 19.2 (0.756) | 9.8 (0.386)  | 690.3 (27.177) |
| % 湿度                 | 60          | 55          | 53           | 52           | 55           | 67           | 78            | 78           | 71           | 65           | 63           | 61           | 63             |
| 平均月間日照時間       | 162.5       | 179.3       | 221.8        | 236.3        | 256.0        | 238.6        | 206.8         | 218.8        | 228.4        | 212.3        | 161.0        | 146.2        | 2,468          |
| 出典： 2009-09-19      |             |             |              |              |              |              |               |              |              |              |              |              |                |

## 行政区画
瀋陽市は地級市（地区クラスの市）として10市轄区・1県級市・2県を管轄する。
- 市轄区：
  - 渾南区・和平区・瀋河区・皇姑区・大東区・于洪区・鉄西区・蘇家屯区・瀋北新区・遼中区
- 県級市：
  - 新民市
- 県：
  - 康平県・法庫県

| 瀋陽市の地図 |
| --- |
| 1 2 3 4 鉄 西 区 蘇家屯区 渾南区 瀋北新区 于洪区 遼中区 康平県 法庫県 新民市 1. 和平区 2. 瀋河区 3. 大東区 4. 皇姑区 |

### 年表
この節の出典

#### 瀋陽市
- 1949年10月1日 - 中華人民共和国瀋陽市が発足。瀋河区・大東区・北関区・北市区・南市区・鉄西区・皇姑区・和平区・蘇家屯区・新城子区・深井子区・馬三家子区・陳相屯区・官立堡区・白塔舗区・蒲河区・財落堡区・旧站区・祝家屯区・沙嶺堡区を設置。(20区)
- 1950年2月 - 遼西省鉄嶺県の一部が財落堡区に編入。(20区)
- 1951年12月1日 (12区)
  - 蘇家屯区・陳相屯区・官立堡区・白塔舗区が合併し、蘇家屯中心区が発足。
  - 新城子区・蒲河区・財落堡区が合併し、新城子中心区が発足。
  - 深井子区・旧站区・祝家屯区が合併し、深井子中心区が発足。
  - 馬三家子区・沙嶺堡区が合併し、馬三家子中心区が発足。
- 1952年8月1日 (28区1鎮)
  - 蘇家屯中心区を分割し、王綱堡区・十里河区・官立堡区・姚千戸区・陳相屯区・白塔舗区・蘇家屯鎮が発足。
  - 新城子中心区を分割し、新城子区・清水台区・蒲河区・財落堡区・尹家屯区・望浜区が発足。
  - 深井子中心区を分割し、深井子区・旧站区・祝家屯区・古城子区が発足。
  - 馬三家子中心区を分割し、馬三家子区・沙嶺堡区・平羅堡区・潘建台区が発足。
- 1953年2月17日 (10区)
  - 蘇家屯鎮が区制施行し、蘇家屯区となる。
  - 王綱堡区・十里河区・官立堡区・姚千戸区・陳相屯区・白塔舗区・新城子区・清水台区・蒲河区・財落堡区・尹家屯区・望浜区・深井子区・旧站区・祝家屯区・古城子区・馬三家子区・沙嶺堡区・平羅堡区・潘建台区が合併し、市郊区が発足。
- 1954年3月16日 - 市郊区を分割し、東郊区・西郊区・南郊区・北郊区が発足。(13区)
- 1954年6月19日 - 遼寧省に編入され、遼寧省瀋陽市となる。

#### 遼寧省瀋陽市

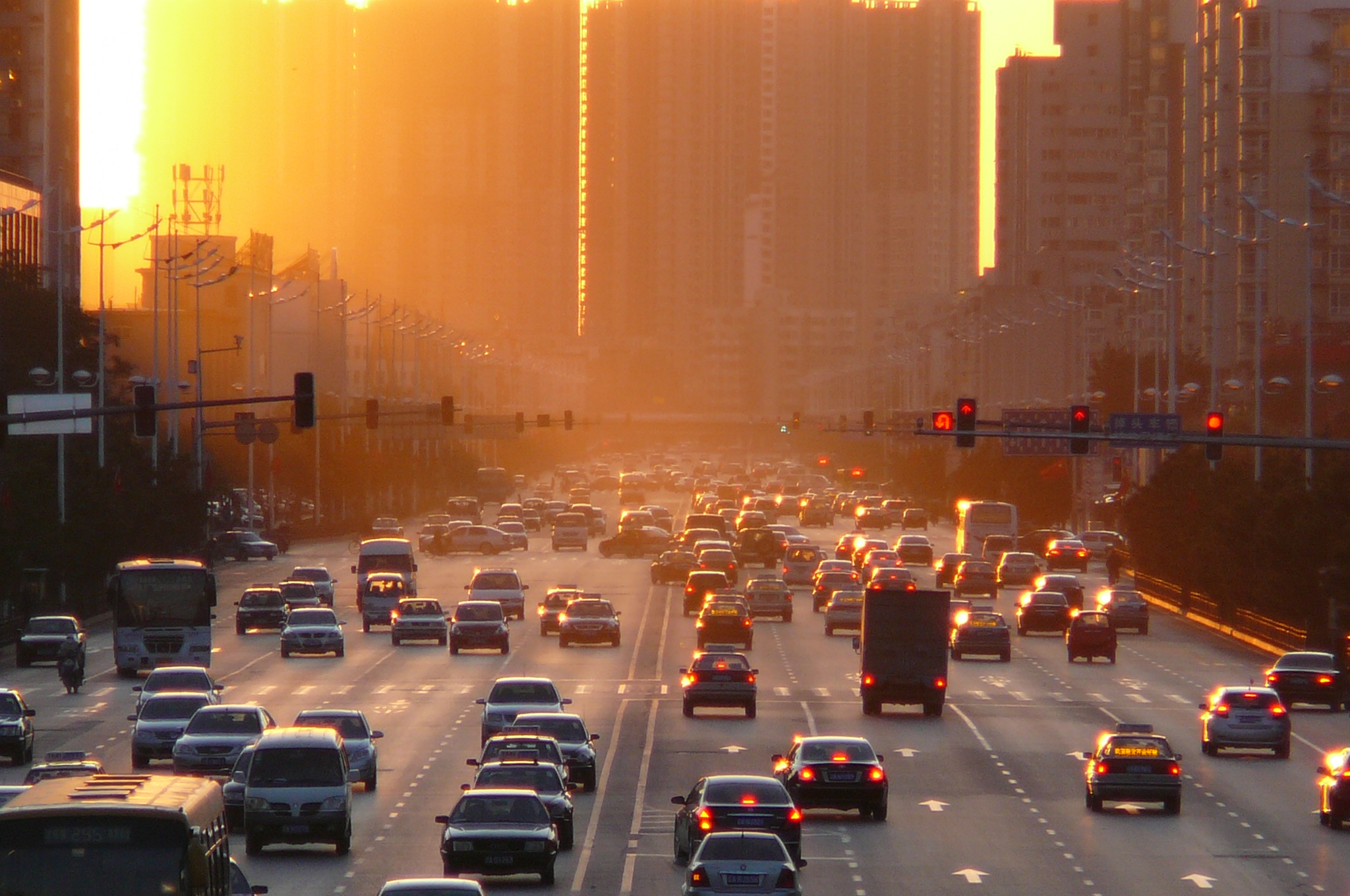
瀋陽市街地（崇山中路）

- 1955年3月13日 - 蘇家屯区が南郊区に編入。(12区)
- 1956年5月23日 (12区1県)
  - 東郊区の一部が撫順市望花区に編入。
  - 東郊区・南郊区・西郊区・北郊区の各一部が撫順市撫南区の一部と合併し、瀋陽県が発足。
- 1956年6月22日 - 瀋陽県が遼陽専区に編入。(12区)
- 1956年8月4日 (9区)
  - 東郊区が遼陽専区瀋陽県に編入。
  - 北郊区が大東区に編入。
  - 西郊区・南郊区が合併し、蘇家屯区が発足。
- 1958年12月20日 - 鉄嶺専区鉄嶺県・法庫県・康平県・開原県・昌図県・西豊県、遼陽専区瀋陽県・遼中県・新民県・台安県を編入。(9区10県)
- 1959年2月18日 (6区10県)
  - 北市区が和平区に編入。
  - 南市区が瀋河区に編入。
  - 北関区が大東区に編入。
- 1960年1月7日 (7区9県)
  - 瀋陽県の一部が和平区・瀋河区・大東区・皇姑区・鉄西区・蘇家屯区に分割編入。
  - 瀋陽県の残部が区制施行し、新城子区が発足。
- 1960年8月15日 - 台安県が遼中県に編入。(7区8県)
- 1961年7月9日 - 遼中県の一部が分立し、台安県が発足。(7区9県)
- 1964年2月12日 - 鉄嶺県・開原県・昌図県・康平県・法庫県・西豊県・遼中県・台安県・新民県が瀋陽専区に編入。(7区)
- 1964年4月2日 (9区)
  - 和平区・瀋河区・大東区のそれぞれ一部が合併し、東陵区が発足。
  - 皇姑区・鉄西区のそれぞれ一部が合併し、于洪区が発足。
- 1966年8月10日 (11区)
  - 東陵区・新城子区のそれぞれ一部が合併し、輝山区が発足。
  - 東陵区・蘇家屯区のそれぞれ一部が合併し、祝家屯区が発足。
- 1968年6月24日 (9区)
  - 輝山区が東陵区・新城子区に分割編入。
  - 祝家屯区が東陵区・蘇家屯区に分割編入。
- 1968年12月26日 - 瀋陽専区遼中県を編入。(9区1県)
- 1969年12月18日 - 鉄嶺専区新民県を編入。(9区2県)
- 1992年12月12日 - 鉄嶺市康平県・法庫県を編入。(9区4県)
- 1993年6月14日 - 新民県が市制施行し、新民市となる。(9区1市3県)
- 2004年9月11日 - 東陵区の一部が和平区に編入。(9区1市3県)
- 2006年10月8日 - 新城子区が瀋北新区に改称。(9区1市3県)
- 2014年6月17日 - 東陵区が渾南区に改称。(9区1市3県)
- 2016年1月7日 - 遼中県が区制施行し、遼中区となる。(10区1市2県)

#### 瀋陽専区
- 1964年2月12日 - 瀋陽市鉄嶺県・開原県・昌図県・康平県・法庫県・西豊県・遼中県・台安県・新民県、撫順市新賓県・清原県を編入。瀋陽専区が成立。(11県)
- 1968年12月26日 - 瀋陽専区が鉄嶺専区に改称。
  - 遼中県が瀋陽市に編入。
  - 台安県が盤錦墾区に編入。
  - 新賓県・清原県が撫順市に編入。

## 軍事
中国人民解放軍の七大軍区の一である瀋陽軍区司令部所在地である。市内の瀋陽飛機工業集団は、J-15、J-16、J-31を含む戦闘機を設計・製造している。

### 軍事機関
瀋陽軍区司令部の所在地。

### 軍事学校
瀋陽砲兵学院

### 軍事空港
- 瀋陽東塔空港（中国語版）
- 瀋陽於洪全勝空港
- 瀋陽蘇家屯紅宝山空港
- 瀋陽北陵空港
- 新民農用空港

## 交通
瀋陽の交通は大きく発達している。

### 国際空港
瀋陽桃仙国際空港
市の東南にある中国東北地方最大の国際空港である。市内までバスかタクシーで40分から50分。2023年10月10日、地下鉄2号線南延伸線が瀋陽桃仙国際空港まで延伸し、直接地下鉄に乗り換えることができるようになった。2019年には新しい路面電車が完成したが、2024年10月に運行を停止した。
　　日本へ空の便は全日空、中国南方航空などが東京・大阪・名古屋・札幌・福岡への定期直行便を運航している。
国内定期便
香港、マカオを含め国内（中国の範囲内）には30以上の定期便がある。
国際定期便
日本：東京/成田、大阪/関西、名古屋/中部、札幌/新千歳、福岡
韓国：ソウル/仁川、釜山、大邱、光州、清州、済州
北朝鮮：平壌
シンガポール：シンガポール
ドイツ：フランクフルト
タイ：バンコク
カナダ：バンクーバー
アメリカ：ロサンジェルス
ロシア：イルクーツク、ノヴォシビルスク

### 鉄道
瀋陽鉄路局の所在地である。瀋陽鉄路局の管理する線路の総括的な延長の長さは約17173km、営業キロは、8809.2 km。長春、瀋陽、錦州、通遼、吉林、通化の6箇所の支局がある。
国内鉄道
ハルビン、北京、天津、大連などへと向かう東北地方の主要幹線鉄道5本すべてが経由する。その主要幹線鉄道は、京瀋旅客専用線、哈大旅客専用線、瀋丹旅客専用線、哈大線、瀋大線 、京哈線 、瀋丹線、瀋吉線 がある。
国際鉄道
北京 - 瀋陽 - 満洲里 - モスクワ
北京 - 瀋陽 - 平壌
近年は瀋陽 - シンガポールの国際列車の建設可能性が研究されている。その計画とは、瀋陽 - 北京 - ハノイ（ベトナム） - ホーチミン・・プノンペン（カンボジア） - バンコク（タイ） - クアラルンプール（マレーシア） - シンガポールと見通られる。 もしその計画が実現すれば、瀋陽の国際影響力がより高まることが期待される。
駅
主な駅には、瀋陽駅、瀋陽北駅、瀋陽南駅がある。
瀋陽駅
東清鉄道南満洲支線の駅として1899年に開業。1904年に奉天駅に改名、1906年より南満洲鉄道（満鉄）の駅となる。1910年10月1日、新駅舎が建設される。1950年に瀋陽駅の名に定着した。東京駅を模したと言われる駅舎（但し、東京駅の開業は1914年であるので設計書等を流用したものか）の設計は太田毅（1908年）。建築風格は辰野式（建築家・辰野金吾の名前に由来する）。哈大旅客専用線も通る。
瀋陽北駅
市街地北部にある駅である。1927年，奉系軍閥張作霖が南満洲鉄道の奉天駅と対立するために、京奉鉄道の終点である奉天で、新駅舎が建設され、旧称奉天総駅。1999年、同時東北地方最大の新駅舎が開業。京瀋旅客専用線、哈大旅客専用線が通っている。
当駅から首都北京の北京朝陽駅へは、高速鉄道で最速2時間半である。
瀋陽南駅
瀋陽桃仙国際空港から約8キロ離れ、渾南区にある中国東北部最大の駅である。主にCRH等の高速鉄道の専用駅となり、哈大旅客専用線、瀋丹旅客専用線が通っている。

### 道路
市街地には中街、青年大街、北陵大街、南京街、黄河大街などがある。中国東北部の大都市、遼寧省の中心都市として古くから道路網が充実しており、普通道路としてはG101国道（西の彰武・朝陽・承徳から北京へ）、G102国道（南西へ錦州から北京、および北へ長春とハルビンへ）、G202国道（北のハルビン、および南の大連へ）、G203国道（北西の松原から綏化へ）、G304国道 (南東の丹東、および西の通遼へ)などが通じている。
最近は高速道路も発達していて、京哈高速道路 (北京およびハルビンへ)、瀋海高速道路（瀋大高速道路、大連へ)、丹阜高速道路 (丹東および阜新へ)、瀋吉高速道路 (吉林へ)が完成している。環状道路には、瀋陽環状高速道路があり、その外側の遼中環状高速道路も2018年末に開通している。
- 高速道路
  -  京哈高速道路
  -  瀋海高速道路
  -  長深高速道路
  -  遼中環状高速道路
  -  丹阜高速道路
  -  瀋吉高速道路
  -  瀋陽環状高速道路
  -  新魯高速道路（中国語版）
  -  康瀋高速道路（中国語版）
  -  平康高速道路（中国語版）
  -  灯遼高速道路（中国語版）
- 国道
  -  G101国道
  -  G102国道
  -  G202国道
  -  G203国道（中国語版）
  -  G230国道
  -  G304国道
  -  G505国道（中国語版）

### 地下鉄

瀋陽地下鉄路線図

- 2005年11月18日：瀋陽地下鉄（1号線）が正式着工。
- 2006年11月18日：2号線が正式着工。
- 2008年の新たな計画（日本中央復建工事コンサルティング株式会社・CFKより）は11本で400km以上となった。
- 2010年9月27日：1号線十三号街～黎明広場間27.8kmが開通。10月から一般向けの運営が始まった。
- 2011年12月30日：2号線三台子～全運路間21.86kmが開通。
- 2013年3月22日：9号線と10号線が正式着工。
- 2013年12月30日：2号線航空航天大学～三台子間5.3kmが開通。
- 2015年11月18日：4号線が正式着工。
- 2018年4月8日：2号線蒲田路～航空航天大学間5.3kmが開通。
- 2019年5月25日：9号線が開通。
- 2020年4月29日：10号線が開通。
- 2023年9月29日：4号線が開通。
- 2023年9月29日：2号線全運路～桃仙空港の南延伸線が開通

### 路面電車
渾南区において瀋陽有軌電車が運行されている。一号線（興隆大奥莱～会展中心、全長12km）、二号線（興隆大奥莱～桃仙飛行場、14.8 km）、三号線（世紀大廈～会展中心、11.3 km）、四号線（世紀大廈～瀋陽南駅）、五号線（奥体中心～瀋撫新城、21.4 km）、六号線（瀋陽南駅～桃仙飛行場）の6路線である。 2013年8月31日に開幕した第12回全運に併せて、8月15日から乗客を乗せる無料の試運行を開始、10月8日から有料での正式運行を開始する。

## 経済
工業が盛んであり、市の郊外には多くの重化学工場が立ち並んでいる。瀋陽市内のみならずその近隣都市圏は撫順の石炭・鞍山の鉄鉱石、やや遠いながら黒竜江省大慶市の油田などの豊富な資源を生かした一大コンビナートであり、20世紀後半の中国を工業面で支えた。この中には、戦闘機生産（瀋陽飛機工業集団）、自動車関連（華晨汽車＝自社ブランドとドイツBMW、ミシュラン）などもある。
しかし近年外資を導入した長江デルタや珠江デルタ地域の経済発展に比べ、瀋陽を始めとする満洲は取り残された感が否めない。このため中国政府は東北振興を旗印に東北開発を重点的に支援しており、瀋陽も近代都市に変貌しつつある。中国最大のソフトウェア開発・ITサービス会社（東軟グループ）も本社を置いている。2003年の全市生産総額 (GDP) は1,602億人民元で、全省の4分の1を占める。
瀋陽に本社を置く最大の銀行は盛京銀行（もと瀋陽市商業銀行）である。

## 外交
在瀋陽総領事館は8カ国が設置している。その総領事館は、相関法律の規則により、管轄する範囲が中華人民共和国の遼寧省・吉林省および黒竜江省である。

### 在瀋陽総領事館
- 在瀋陽日本国総領事館（総領事：石塚英樹。　2002年5月8日に瀋陽総領事館北朝鮮人亡命者駆け込み事件が発生した）
- 在瀋陽アメリカ合衆国総領事館
- 在瀋陽朝鮮人民民主主義共和国総領事館
- 在瀋陽大韓民国総領事館
- 在瀋陽ロシア連邦総領事館
- 在瀋陽フランス共和国総領事館
- 在瀋陽ドイツ連邦共和国総領事館
- 在瀋陽オーストラリア連邦総領事館

## 観光

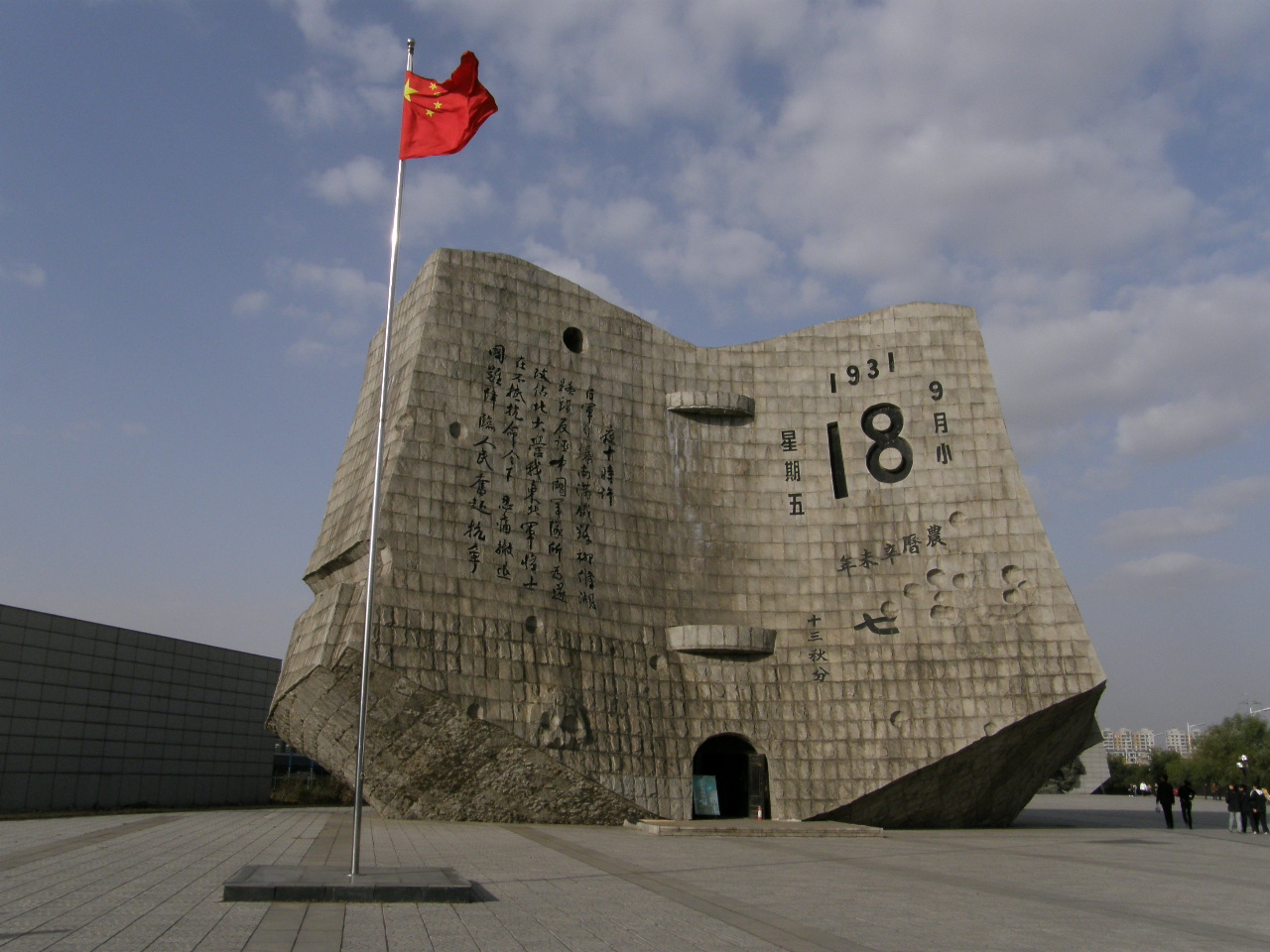
九・一八歴史博物館

- 瀋陽故宮

世界文化遺産。後金の皇居で、清の入関後の離宮。
- 昭陵（北陵）

世界文化遺産。後金の2代目皇帝ホンタイジの陵墓。
- 福陵（東陵）

世界文化遺産。後金の建国者で初代皇帝ヌルハチの陵墓。
- 中街

瀋陽の歴史ある繁華街で、歩行者空間になっている。老辺餃子館（中華老字号）など。
- 新楽遺跡

7200年前の定住集落遺跡。
- 張氏帥府

張作霖・張学良ら張氏軍閥の官邸および私邸。
- 九・一八歴史博物館

満洲事変の発端となった柳条湖事件の現場近くに建設された博物館。
- 遼寧広播電視塔

市街地南部にある高さ305.5mのテレビ塔。
- 瀋陽オリンピック・スポーツセンター・スタジアム

2008年北京オリンピックのサッカー予選がここで開催された。
- 棋盤山国際観光区

東郊外に瀋陽植物園・瀋陽世博会公園（2006中国瀋陽世界園芸博覧会の会場で、ヌルハチのサルフの戦いの実演もある）、棋盤山、秀湖、別荘地帯など。
 中山広場の歴史的建築物
 歴史的建築物
 遼寧賓館

## スポーツ

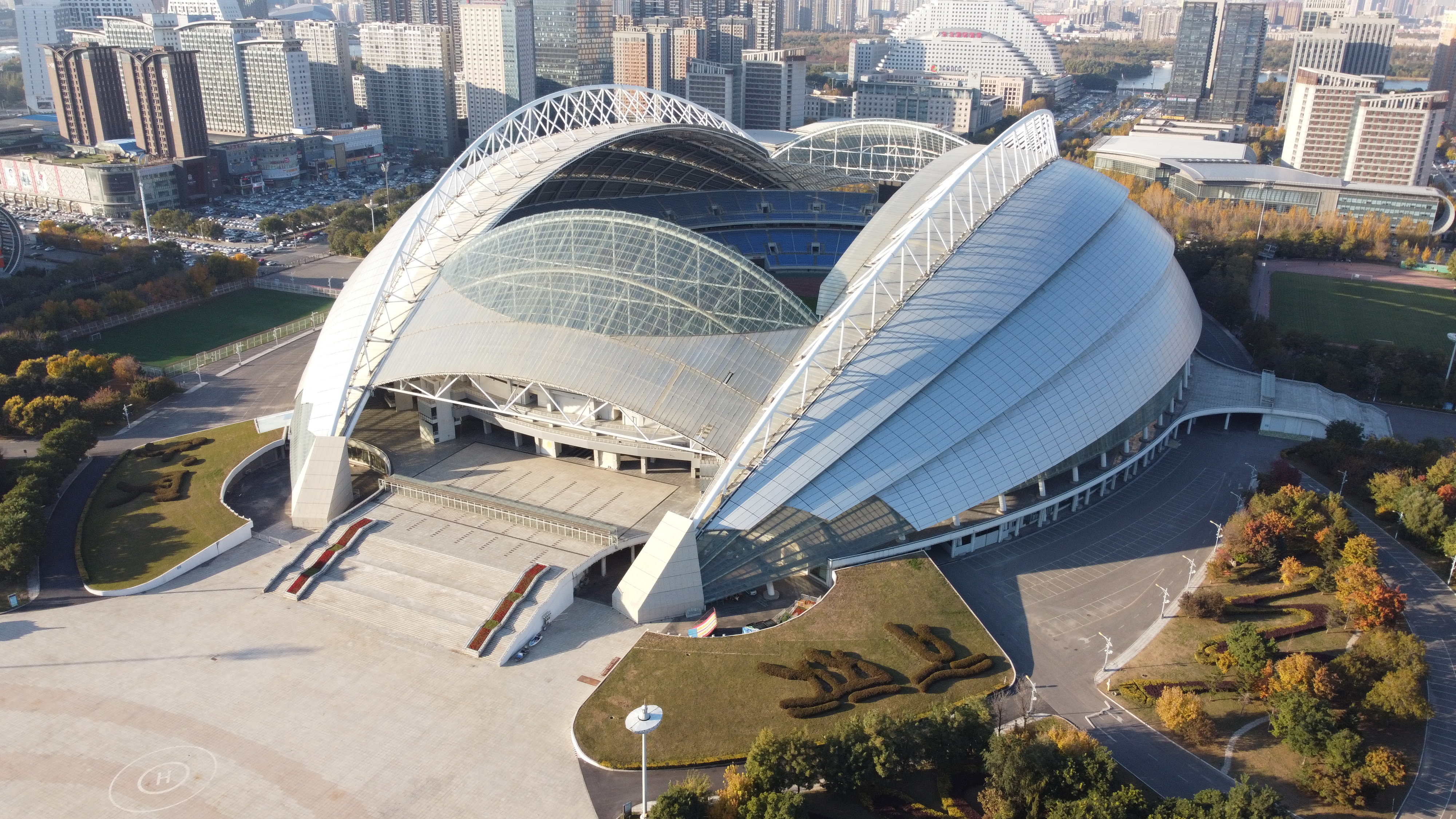
スタジアム

- 2008年北京オリンピック、サッカーの一次グループリーグが瀋陽オリンピック・スポーツセンター・スタジアムで開催された。
- 遼寧瀋陽城市足球倶楽部:プロサッカーチーム。中国サッカー・甲級リーグ所属。
- 遼寧宏運足球倶楽部：1995年から中国サッカーリーグに加盟し運営していたプロサッカーチーム。2020年にリーグから脱退勧告を受けた。

## 教育
- 東北大学 (中国)
- 遼寧大学
- 中国医科大学
- 瀋陽工業大学
- 瀋陽薬科大学
- 瀋陽理工大学
- 瀋陽大学
- 瀋陽建築大学
- 瀋陽農業大学
- 魯迅美術学院
- 瀋陽航空工業大学
- 瀋陽化工学院
- 中国刑警学院
- 瀋陽音楽学院
- 瀋陽師範大学
- 遼寧中医薬大学
- 遼寧広播電視大学
- 瀋陽職業技術学院

## 出身有名人
- 艾敬（歌手）
- 安部公房（小説家、出生地は東京府）
- 井川比佐志（俳優）
- 池田満寿夫（芸術家）
- 袁犀（小説家）
- 小澤征爾（指揮者）
- コン・リー（俳優）
- 佐護彰（元愛知県日進市長）
- 佐藤東洋麿（フランス文学者）
- ジェット・リー（俳優）
- 朱旭（俳優）
- 谷山花猿（俳人、大学教授）
- チェン・チュー（タレント）
- 肇俊哲（サッカー選手）
- 秦昊（俳優）
- 秦嵐（女優）
- 那英（歌手）
- 原田伴彦（歴史学者）
- 冬柴鉄三（元衆議院議員）
- 本多RuRu（歌手、元 太陽とシスコムーン）
- 馬琳（卓球選手）
- 山口敏明（実業家）
- ラン・ラン（ピアノ演奏家）
- 李鉄（サッカー選手）
- 王偉嘉 (バスケットボール選手)

## 市長
各時代によって市政府の編成や名称が異なるが、ここでは奉天市政公所（1923年8月1日最初成立）、瀋陽市政府（1929年4月2日改名）、奉天市政府（1931年9月20日改名）と瀋陽市人民政府（1948年11月2日成立）の歴任市長を列挙する。

### 中華民国時代
- 曾有翼（在任の時期：1923年8月1日 - 1926年6月）
- 李徳新（1926年6月 - 1931年9月）

### 奉天市時代
- 土肥原賢二（1931年9月 - ?）
- 趙欣伯
- 閻伝紱
- 王慶璋
- 金栄桂
- 鄭禹
- 王賢煒
- 范培忠（? - 1945年8月）

### 中華民国時代（第二次世界大戦後）
- 白希清（1945年10月 - 1947年）
- 董文琦（1947年 - 1948年）
- 金鎮（1948年）
- 朱其文（1948年11月 - 1949年9月）

### 中華人民共和国時代
- 朱其文（1949年10月1日 - ?、第二次）
- 黄欧東
- 焦若愚
- 劉宝田
- 李青
- 王従周
- 李治文
- 宋光
- 王丹波
- 李長春（1983年 - 1985年）
- 武迪生（1985年 - 1993年11月）
- 張栄茂（1994年2月 - 1997年2月）
- 慕綏新（1997年2月 - 2000年12月）
- 陳政高（2000年12月 - 2005年12月）
- 李英傑（2005年12月 - ?）
- 潘利国（2015年3月 - 　）

## 姉妹都市
- 広州市（中華人民共和国広東省）: 2001年12月18日締結
- 廈門市（中華人民共和国福建省）: 2005年2月18日締結
- 吉林市（中華人民共和国吉林省） : 締結
- 札幌市（日本国北海道）: 1980年11月18日締結
- 川崎市（日本国神奈川県）: 1981年8月18日締結
- トリノ（イタリア共和国ピエモンテ州トリノ県）: 1985年2月12日締結
- シカゴ（アメリカ合衆国イリノイ州）: 1985年9月5日締結
- デュッセルドルフ（ドイツ連邦共和国ノルトライン＝ヴェストファーレン州）: 1985年9月22日締結
- イルクーツク（ロシア連邦イルクーツク州）: 1992年8月12日締結
- ケソン（フィリピン共和国マニラ首都圏）: 1993年5月7日締結
- ラマト・ガン（イスラエル国テルアビブ地区）: 1993年11月21日締結
- 城南市（大韓民国京畿道）: 1998年8月31日締結
- ヤウンデ（カメルーン共和国中央州）: 1998年12月7日締結
- テッサロニキ（ギリシャ共和国中央マケドニア地方テッサロニキ県）: 2000年5月22日締結
- オストラヴァ（チェコ共和国モラヴィア・スレスコ州）: 2006年8月30日締結
- カトヴィツェ（ポーランド共和国シロンスク県）: 2007年6月6日締結
- 浜松市（日本国静岡県）: 2010年8月28日締結
- 佐世保市（日本国長崎県）: 2011年5月31日友好交流都市締結